# Light the Horizon
Light the horizon est le quatrième album studio des Bedouin Soundclash, sorti le 28 septembre 2010 aux États-Unis.

## Liste des chansons
1. "Mountain Top" - 3:16
2. "Fools Tattoo" - 4:10
3. "May You Be the Road" - 3:05
4. "Brutal Hearts (feat. Cœur de Pirate)" - 3:11
5. "Elongo" - 3:17
6. "No One Moves, No One Gets Hurt" - 2:41
7. "The Quick & the Dead" - 2:13
8. "Rolling Stone" - 3:23
9. "A Chance of Rain" - 4:14
10. "Follow the Sun" - 4:24